# El lugar del hijo
El lugar del hijo o The Militant (para los países no hispanohablantes) es una película coproduccción de Uruguay y Argentina que se estrenó comercialmente en 2013, del director uruguayo Manuel Nieto. Es su segundo largometraje, el cual resultó  premiado en el Festival de La Habana 2013. Es la historia de  Ariel (Felipe Dieste), un joven del norte de Uruguay, que estudia en Montevideo (la capital), donde se participa como militante gremial. Cuando recibe la noticia de la muerte de su padre, viaja a Salto para asistir  al entierro y hacerse frente a su legado.  Es"una historia de desarraigo y de reconstrucción personal, una metáfora sobre el país heredado y la juventud que en algún momento debe hacerse cargo".
Música de Genuflexos y Los Chetos, fotografía de Arauco Hernández Holz.

## Argumento
La película transcurre en tiempos de una movilización sindical y estudiantil con ocupación de las facultades, como reacción a la crisis financiera y política de 2002.
Es una mirada particular sobre la militancia estudiantil, la soledad y la resiliencia de Ariel Cruz, un joven del interior que estudia en Montevideo a quien avisan de que su padre ha muerto y debe ir al entierro en Salto. Su herencia es un campo endeudado y una casa en la ciudad con una amante que se instala a vivir en ella.
El filme muestra una sociedad uruguaya donde coexisten luchas económicas, de clases, la droga, la música y la juventud.
Ariel participa de la ocupación de una facultad, con los integrantes del gremio tragicómico.

## Los actores
Felipe Dieste es el protagonista y esta actuación es su debut en el cine. Presenta dificultad en el habla y movimiento y tiene una notoria cicatriz en el pecho debida a un accidente en su vida real.
Además participa el conocido actor uruguayo Alejandro Urdapilleta, quien interpreta al abogado del protagonista.
Los músicos de la banda Genuflexos, que actúan como parte del gremio estudiantil, contrastan un sonido roquero y urbano con la vida  del interior y del campo.

## Crítica
El semanario Búsqueda, 20/03/14, en la sección Vida Cultural dice: cine pausado, donde no ocurre nada extraordinario, con personajes marginados (estudiantes militantes y peones de campo), con buenos momentos expresivos a través de la imagen  y el sonido.
El suplemento "Sábado Show" del diario El País destaca el nivel de logro de la fotografía dentro del cine nacional, que se concentra en el "personaje protagónico, resolviendo dos escenas claves con un mismo escenario fotografiado de acuerdo al estado de ánimo del personaje y cómo este interactúa con él".

## Premios y reconocimientos
En setiembre de 2013, la película fue seleccionada para exhibirse en el Festival Internacional de Cine de Toronto, sección Discovery, dedicada a óperas primas y segundas películas de jóvenes realizadores. A nivel mundial, exceptuando Estados Unidos, el Festival de Cine de Toronto es considerado uno de los tres festivales más importantes junto con Cannes y Berlín.
Posteriormente, la película estuvo en San Pablo y en La Habana, donde resultó ser la más premiada del certamen. En la 35.ª edición del Festival Internacional del Nuevo Cine Latinoamericano en La Habana,  "El lugar del hijo" obtuvo el segundo lugar en largometrajes de ficción, el premio Coral a la mejor Fotografía y el Fipresci  de la federación internacional de prensa cinematográfica
Compitió en el Festival Internacional de Cine de Róterdam en enero de 2014, como parte de una selección de 10 películas, en el Big Screen Award del Festival neerlandés.
En el Festival de Gramado, que se realiza en agosto en Rio Grande do Sul, Brasil,  ocho largometrajes brasileños y cinco latinos compiten por el Kikito, premio que otorga dicho festival. En 2014, "El lugar del hijo" ganó tres premios: Mejor película extranjera, mejor guion y mejor actor.
Nieto y el coproductor, Lisandro Alonso, presentaron la película en el "work in progress" del Festival de Toulouse y también en Punta del Este.
En enero de 2015, la película uruguaya  fue considerada la mejor película latinoamericana en los premios Cinema Tropical de Nueva York, el único premio estadounidense al cine latinoamericano.